# エイムズベリー (マサチューセッツ州)
エイムズベリー（英: Amesbury）は、アメリカ合衆国マサチューセッツ州のエセックス郡にある都市。人口は1万7366人（2020年）。メリマック川の河口近く、ニューベリーポートの対岸に位置している。元は農業と工場の町だったが、今日ではほとんど住宅街となっている。

## 歴史

### 開拓期
1637年、ソールズベリーとエイムズベリーの地域で最初のイングランド人開拓者、ジョン・ベイリーがニューベリーの新しい開拓地からメリマック川を渡り、丸太小屋を建て、耕作用に土地の開墾を始めた。ベイリーはイングランドの妻や子供たちに便りを送るつもりだったが、彼らが合流することはなかった。ベイリーとその雇人ウィリアム・スクーラーは、スクーラーが犯した殺人で逮捕された。スクーラーはその件で絞首刑になった。ベイリーは無罪を認められた。その後の開拓者によって川での漁業権を認められ、ベイリーはそれにのみ頼ったので、漁業のために農業を諦めた。
1638年9月6日、マサチューセッツ議会がニューベリーの請願者数人のために、メリマック左岸の北はハンプトンまでおよぶ範囲にメリマックと呼ぶことになるプランテーションを創設した。この者達はタウンシップとして組織化する許可を与えられた。貝塚と矢じりがあることが、以前にインディアンの村だったことを示していた。そのインディアンは天然痘の犠牲になっていた。その地域はメリマック川沿いで狩猟し漁労する部族の所有するままだった。開拓者達は民兵隊を結成して可能性がある紛争の驚異に備えた。ある丘の頂部に貝塚が特に多い場所があり、そこから川が段をなして流れていたのを開拓者達がポワワス（パウワウ）と呼び、そこでインディアンが会議を開いていたと考えられ、また川もポワワス川と呼ばれた。その丘はメリマック左岸の一部であり、川はニューハンプシャーに水源がある。今日この段をなす流れが滝と呼ばれることもあり、都市環境の中に埋没したままとなり、そこから瓦礫を集める傾向がある。
プランテーションの開拓者たちはニューベリーを通ってマサチューセッツ湾植民地に入っており、イングランド内戦（1642年-1651年）によって移って来ることになった反乱者だった。通常は国王に臣従するが、この場合には従わなかった。彼らはイギリスで議会派と密接な結びつきを維持した。植民地の最高政府は植民地議会であり、自治を行い、独自の法を成立させ、裁判所を設立し、タウンシップを法人化し、植民地人の生死を左右する権限を持ち、植民地全体を守っていた。イングランド国教会ではなく、ピューリタンの教会を設立し、イングランド国教会の方には厳しい懲罰を課していた。
1639年早春、60人の開拓者が、インディアンによって開墾された土地に住んでいた。5月、5人の選別された計画委員会が緑地、当初の街路、墓地を定め、特に最初の区画割りは開拓者の富に応じて区画の大きさを割り当てた。9月4日、植民地議会が町の名をクリストファーとしたが、10月にはソールズベリーに変えた。これはおそらくイングランドのソールズベリーから来たクリストファー・バットの教唆によるものだった。バットは軍人であり、最初の民兵隊を訓練した。11月、植民地議会が6人の役人による政府を指名し、その政府が土地区画所有者にそこに住むのを求めた。彼らはパウワウ川の西にも区画を割り当て始めた。1640年10月7日、植民地議会がソールズベリーを法人化した。すなわち、植民地によってその名前のタウンシップと独自の政府を法的に認め、法的に定義された領域に市民を住まわせる権限を与えた。当初のソールズベリーは現在の領域よりも数倍も大きかった。後年、その領域から幾つかの町が分離独立した。
1641年1月12日、タウンミーティングによってパウワウ川の北と西に最初の道路を引くことを命じた。4月21日、別のタウンミーティングによって、ウィリアム・オズグッドが町で最初の製材所を建設するという条件で、パウワウ川に沿ったアップランドの50エーカー (200,000 m²) とメドウの10エーカー (40,000 m²) の所有を認めた。それはパウワウ川によって駆動される水車を使った。この製材所は地元で使う木材を製材しただけでなく、輸出用のパイプ板も作った。ニューベリーポートを分離し、新しい水路を浚渫してニューベリーポートの港を開く前の時代に、輸出のための経路はパウワウ川を降り、現在公的な渡し場ある場所でメリマック川を渡し、フェリー道路を通り、一部は放棄された旧フェリー道路となり、現在のハイ通り、ニューベリーポート、ローワーグリーンに近いパーカー川の桟橋、ニューベリーに至っていた。1642年にはパウワウ川の場所に製粉所が追加された。パウワウ川の落差27メートルがその後の工場に水力を提供した。1642年、町は30家族にパウワウ川の西に住居を構え、「新しい町」を作るよう命令した。しかし誰も応じなかった。しかし多くの資料でこの日付は、エイムズベリーとなる場所に初めて法的に自治体を認めたことが「開拓地」という言葉で表されている。
1643年5月10日、植民地議会はマサチューセッツ湾植民地をエセックス、ノーフォーク、ミドルセックス、サフォークという4つのシャイアに分割した。これらの名前はボストンに対する関係が語源になっている。例えばノーフォークはノース・フォークである。ノーフォークにはソールズベリー、ハンプトン、ヘイブリル、エクセター、ドーバー、ストロベリーバンク（ポーツマス）が含まれたが、どれも正確に境界を定めてはいなかった。この分割は裁判所の配分に基づく法的便宜だった。1635年3月3日に最初の4裁判所を設立してから、議会は裁判所を増やし、配分することが必要だと分かり、それで判事は移動に時間を使わずに事件の解決に時間を割けるようになった。シャイアの一員である主条件は法人化だった。
イーストソールズベリーの住民がその土地を売って新しい町に移ったことで、パウワウ川の西岸は個人が所有した。しかし新しい町は強制力のない紙の上の契約のままだった。1654年1月14日、タウンミーティングで採択された合意条項によって、ソールズベリーはオールドタウンとニュータウンに分割され、それぞれが独自の事情を処理することとなった。境界線はパウワウ川だった。合意条項は1655年1月19日に発効となった。ニュータウンの新しい政府は「公的な関心のあるあらゆる事項」に権限があることを宣言した。ニュータウンはこの時もオールドタウンに税金を払い続け、そこからのサービスを期待していた。オールドタウンの委員会は公正な代表のためにニュータウンの委員も受け入れていた。この合意は「解決事項」とも呼ばれたが、既に占有されていた土地を占有するという感覚ではなかった。
1658年5月26日、ニュータウンは議会に独立した町の状態を請願した。しかし、オールドタウンは解決事項を守らなかった。その請願は拒否された。問題は宗教が重要になった。会衆派教会を設立した法は、礼拝への出席を義務付け、欠席の場合は罰金が課され、教会と説教師は税金で賄う必要があった。オールドタウンは単純に新しい教会に税金を渡す余裕は無かった。議会に反抗しようとしているニュータウン牧師のジョセフ・ピースリーとその会派は、イプスウィッチの地区裁判所に召喚され、「その不服従にたいして釈明」を求められ、そこで罰金が課された。ピースリーは説教を禁じられた。この問題は引き摺られた。1660年に行われた新たな請願も否決された。
数マイル離れた教会の礼拝に出席するという負担が大変重くなったので、ニュータウンは新しい集会所を建設して、議会に説教師を見つけてくれるよう要請した。裁判所は1666年の請願に応じ、ニュータウンに「タウンシップの自由」を認めた。町は非公式に法人化された。すなわち、6月15日の選挙で選ばれた役人で政府が構成された。町はニューソールズベリーと名付けられたが、1667年にはイングランドのソールズベリーの隣にある町エイムズベリー（[ˈeɪmzbəri]）にちなみ、エイムズベリーに変更された。このことは2つの名前の語源には特に関連がないことを示している。1668年4月29日、エイムズベリーは公式に法人化を認められた。
この時までに問題なくあったピューリタンの力が失われていた。イングランドの国王が1660年位復位し、ピューリタンの指導者は国王殺しとして、また国王の支配下にある植民地をピューリタンが支配しようとしたとして処刑された。国王チャールズ2世は植民地の事情により積極的な役割を果たそうとしたが、概して成功しなかった。王党派総督と議会の間で闘争が始まり、それが長く続き、議会が権限の多くを失った。フィリップ王戦争（1675年-1678年）は、インディアンがヤンキーを追い出そうとした最後で最大の試みだったが、その間は総督も議会もそれに掛かりきりになった。その戦争が終わったときに、王室領ニューハンプシャー植民地が創設され、ノーフォーク・シャイア北部の幾つかの町がその中に組み込まれたので、議会の権限が小さくなった。マサチューセッツ湾植民地はニューイングランドのほとんどであったものが、その大きさを減らして、ほぼ現在の領域になった。議会はノーフォーク・シャイアを解体し、ソールズベリーとエイムズベリーをエセックス郡に移管した。しかしそれだけでは収まらなかった。以前のノーフォーク・シャイア北部は何度もその形を変え、最後にニューハンプシャーに落ち着くことになった。
1876年ウェストエイムズベリーからメリマック町が創設された。1886年、ウェストソールズベリーがエイムズベリーに併設されパウワウ川両岸の工場地帯を統一した。

### 開拓期以後
エイムズベリーは質素な農業町として始まり、積極的な海事と工業の経済を発展させた。造船と、海運や漁業も重要だった。メリマック川をニューベリーポートに渡す船は活発な事業だったが、ディア島への橋が建設されるまでだった。ニューハンプシャーのニュートン町が1741年にエイムズベリーから分離し、エイムズベリーの北側境界すなわち2つの植民地の境界が調整された。
19世紀、滝の所に繊維工場が建設され、さらに釘を作る機械化工場は国内初のものと考えられている。メリマック帽子会社は帽子の最大生産量を誇った。1853年から馬車の生産で有名になり、それが自動車車体の製造に変わって行った。工業は世界恐慌と共に終わった。エイムズベリーではホイトのバッファロー印ピーナツバター・キッスも生産していた。
19世紀に発行された新聞としては、「エイムズベリー・デイリーニューズ」、「メリマック・ジャーナル」、「モーニング・クーリエ」、「イブニング・クーリエ」、「ニューイングランド・クロニクル」、「トランスクリプト」、「ビレジャー」があった。20世紀には「エイムズベリー・アドボケイト」、「エイムズベリー・ニューズ」、「エイムズベリー・タイムズ」、「リーダー」が発行された。
1876年、メリマック町がエイムズベリーから分離した。1996年、エイムズベリーは町から市に変わり、市長と市政委員会の政府形態を採用したが、名称には「町」を残している。これは住民が「エイムズベリーはあまりに小さくて市とは言いにくい」と判断したからだった。2011年11月の住民投票で、市は公式に「エイムズベリー市」に変更し、昔のエイムズベリー町という呼称を外すという憲章修正を承認した。それでも市章には「エイムズベリー町」という表示が残っているので、市章を修正する法案を検討中である。
現在のエイムズベリーには、連邦様式やビクトリア様式の建築物が多く残っている。近年、歴史的中心街を修復し、多くの新しいレストランが開店した。レナード・クラスケが制作した彫刻の「ドウボーイ」がエイムズベリー中学校前の芝生に立っている。1929年11月11日に除幕された。クラスケはグロスター市にある「漁師の記念碑」を製作したことで著名である。エイムズベリー生まれで、後にニューハンプシャー州知事になったジョサイア・バートレットの記念碑もここにある。

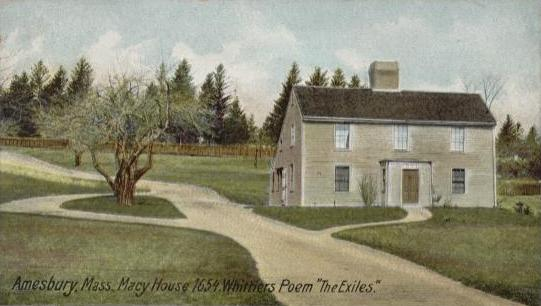
トマス・メイシー邸、1905年頃
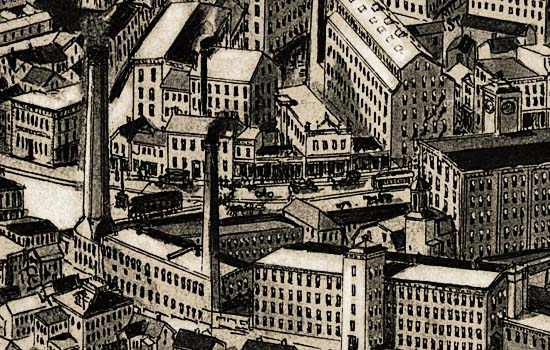
工場群、1914年
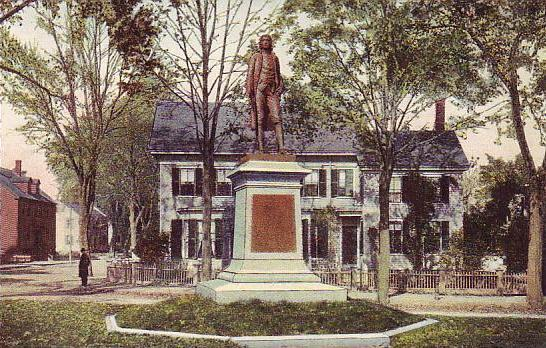
バトラーの彫像、1910年
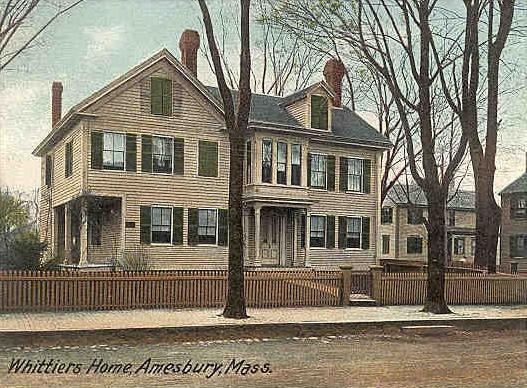
ウィッティアの邸宅、1909年

## 地理
エイムズベリー市は北緯42度51分29秒 西経70度55分50秒 / 北緯42.85806度 西経70.93056度に位置している。

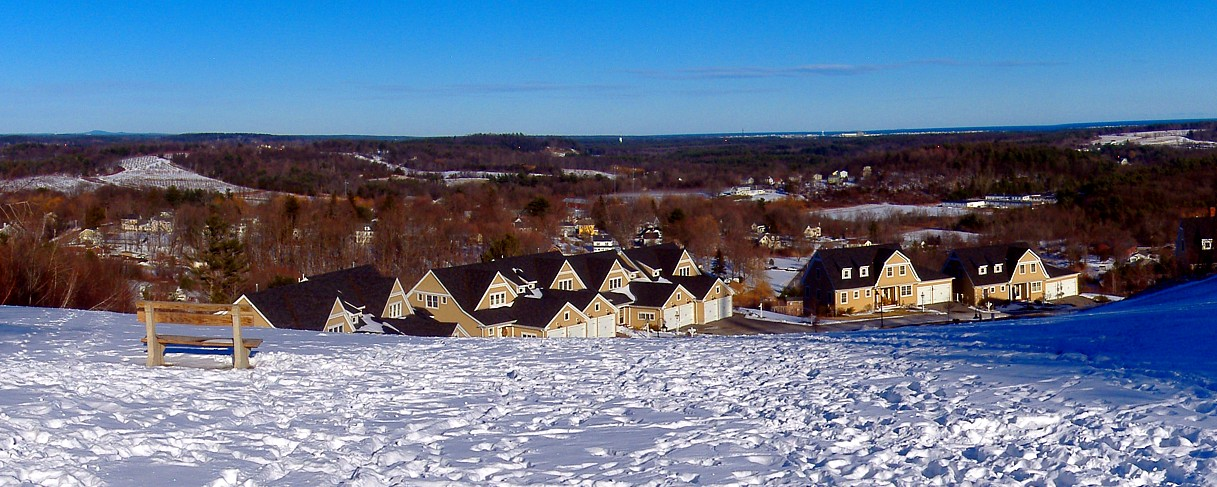
パウワウヒルから北東を望む

アメリカ合衆国国勢調査局に拠れば、市域全面積は13.7平方マイル (35.5 km2)であり、このうち陸地12.3平方マイル (31.8 km2)、水域は1.5平方マイル (3.8 km2)で水域率は10.65%である。市内をパウワウ川が流れている。標高101メートルのパウワウヒルが市内最高地点である。かつてはインディアンが集まるパウワウが行われた場所であり、メイン州やアン岬まで望むことができる。マサチューセッツ州では最北端にあるのが、東隣のソールズベリー町であり、エイムズベリー市はその次に北にある。メリマック川の北岸にあり、東はソールズベリー町、南東はニューベリーポート市、南西はウェストニューベリー町、西はメリマック町、北はニューハンプシャー州サウスハンプトン町に接している。
パウワウ川が市を二分し、市の中心近くでバック川と合流する。ガードナー湖とタクスベリー池を通って流れる。市内には他にもアッティタシュ湖（一部はメリマック町に入る）、メドウブルック池、パッテンズ池などの水域がある。幾つかの小川も市内を流れている。市有林があり、ウッドサム農園に接続し、パウワウ保護地、ビクトリア・バチェルダー公園、エイムズベリー・ガルフ & カントリークラブに繋がる。

## 交通

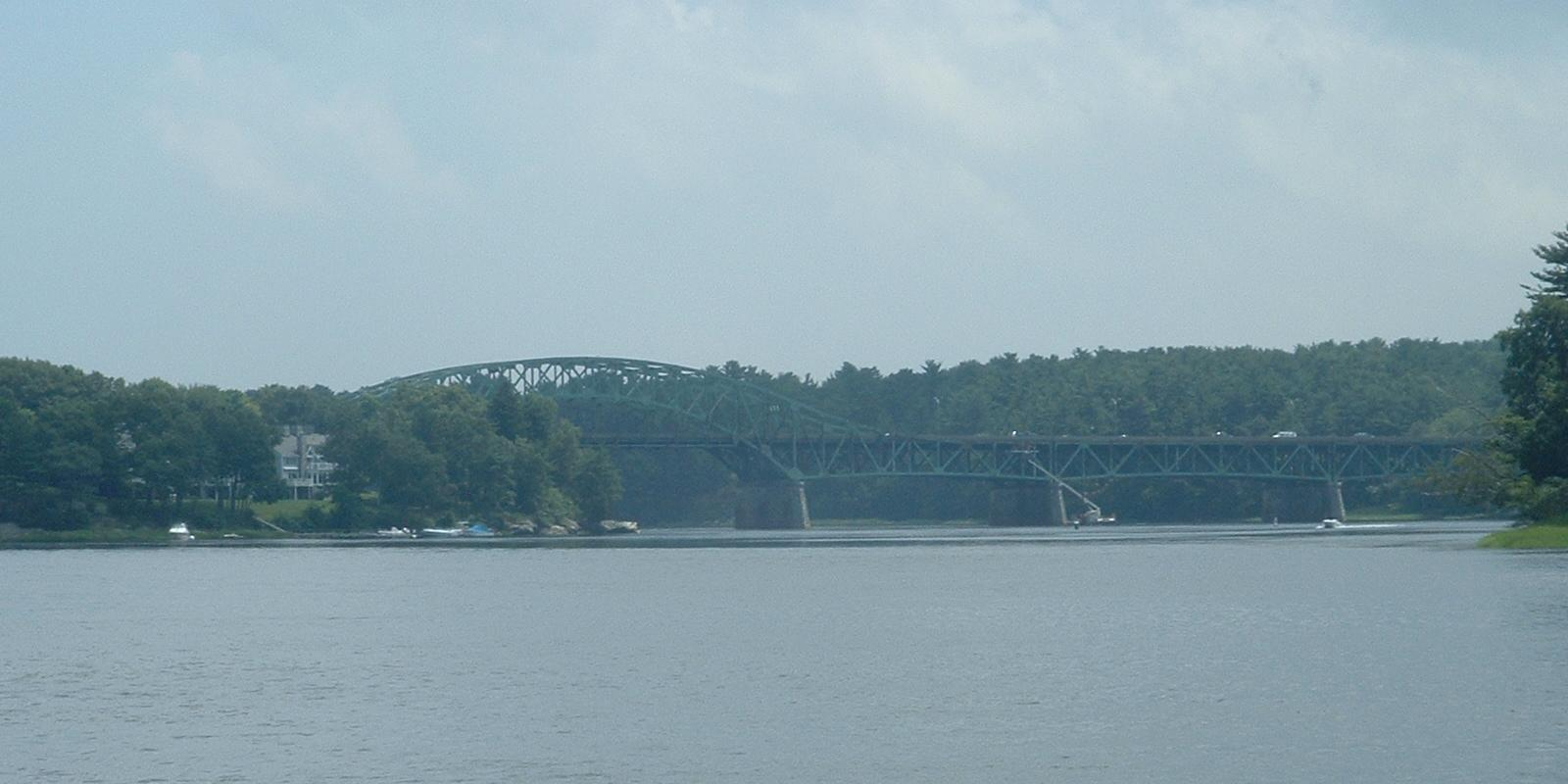
ウィッティア記念橋、ニューベリーポートとエイムズベリーの間の幹線道である州間高速道路95号線を渡している

エイムズベリーには2本の州間高速道路が通っている。州間高速道路495号線は市内を東西に走り、ソールズベリーとの境で州間高速道路95号線に当たって終わる。市内には出口が2つある。出口54はマサチューセッツ州道150号線に接続し、市内を通ってニューハンプシャー州道150号線に接続する。出口55は州道110号線に接続し、それが州間高速道路95号線では唯一の出口58に繋がっている。州間高速道路95号線は市の南東隅を横切り、メリマック川を渡す鋼製トラス橋のジョン・グリーンリーフ・ウィッティア記念橋を通る。デレク・S・ハインズ記念橋がメリマック川を渡るもう一つの橋であり、エイムズベリーとディア島とを結び、州内では唯一の吊り橋であるチェイン橋でニューベリーポートに渡る。現在の橋は1909年建設だが、その前の1810年建設の橋は国内でも最古クラスの吊り橋だった。チェイン橋とハインズ記念橋はメリマック川を渡す主要道路であり続けたが、メリマック川に架かる橋の中では最東部にニューベリーポート・ターンパイク橋が建設された。
メリマック・バレー地域交通公社が市内のバス便を運行している。51系統はヘイブリル鉄道駅とを結び、系統54はニューベリーポート鉄道駅とを結んでいる。

## 人口動態

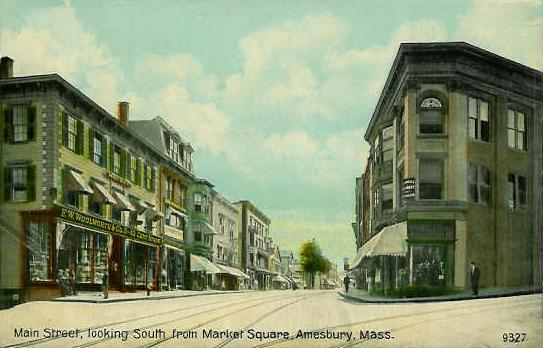
マーケット広場からメインストリートを望む、1911年

以下は2000年国勢調査による人口統計データである。
| 基礎データ - 人口: 16,450 人 - 世帯数: 6,380 世帯 - 家族数: 4,229 家族 - 人口密度: 512.2人/km2（1,326.3 人/mi2） - 住居数: 6,623 軒 - 住居密度: 206.2軒/km2（534.0 軒/mi2） 人種別人口構成 - 白人: 97.2% - アフリカン・アメリカン: 0.6% - ネイティブ・アメリカン: 0.22% - ヒスパニック・ラテン系: 0.9% 年齢別人口構成 - 18歳未満: 26.1% - 18-24歳: 6.1% - 25-44歳: 33.8% - 45-64歳: 22.0% - 65歳以上: 12.0% - 年齢の中央値: 37歳 - 性比（女性100人あたり男性の人口） - 総人口: 93.1 - 18歳以上: 89.7 | 世帯と家族（対世帯数） - 18歳未満の子供がいる: 34.5% - 結婚・同居している夫婦: 51.2% - 未婚・離婚・死別女性が世帯主: 11.3% - 非家族世帯: 33.7% - 単身世帯: 26.8% - 65歳以上の老人1人暮らし: 8.9% - 平均構成人数 - 世帯: 2.52人 - 家族: 3.09人 収入と家計 - 収入の中央値 - 世帯: 34,906米ドル - 家族: 62,875米ドル - 性別 - 男性: 25,489米ドル - 女性: 31,968米ドル - 人口1人あたり収入: 23,103米ドル - 貧困線以下 - 対人口: 5.9% - 対家族数: 3.9% |

## 教育
- エイムズベリー・アカデミー
- エイムズベリー高校
- エイムズベリー中学校
- エイムズベリー小学校
- チャールズ・C・キャッシュマン小学校
- エイムズベリー公立学校
- スパーホーク学校

エイムズベリーの高校フットボールはニューベリーポート高校のフットボールチームと、毎年感謝祭の日に対抗試合を行っている。

## 公共図書館
2012年時点で、エイムズベリー公共図書館では、ブレインヒューズ、センゲージラーニング、EBSCOインダストリーズ、ラーニングイクスプレス、ライブラリー・アイディアズ、マンゴー・ランゲージズ、ニューズバンク、オンライン・コンピュータ・ライブラリー・センター、プロクエスト、タンブルブック・ライブラリー、ワールド・ブック・オブ・バークシャー・ハサウェイ、ワールド・トレイド・プレスが制作する情報源へのアクセスができる。
この公共図書館には広範な土地の歴史と系譜を集めており、研究用に公開されている。

## レクリエーション
エイムズベリー・スポーツ公園が市内にある。ローンツリー・ヒルはスキー場として著名になった。長さ300メートルのロープトウがあり、ゲレンでを登ることができた。このスキー場がいつ閉鎖されたかは不明である。後に同じ丘でオープンされた。現在は人工雪設備や夜間照明装置がある。この丘の麓には多くの運動場があり、サッカー、ラグビーなどが行える。他にスパルタンレース、カラーラン、ウォリアーダッシュなど障害レースもできる。

## 見どころ

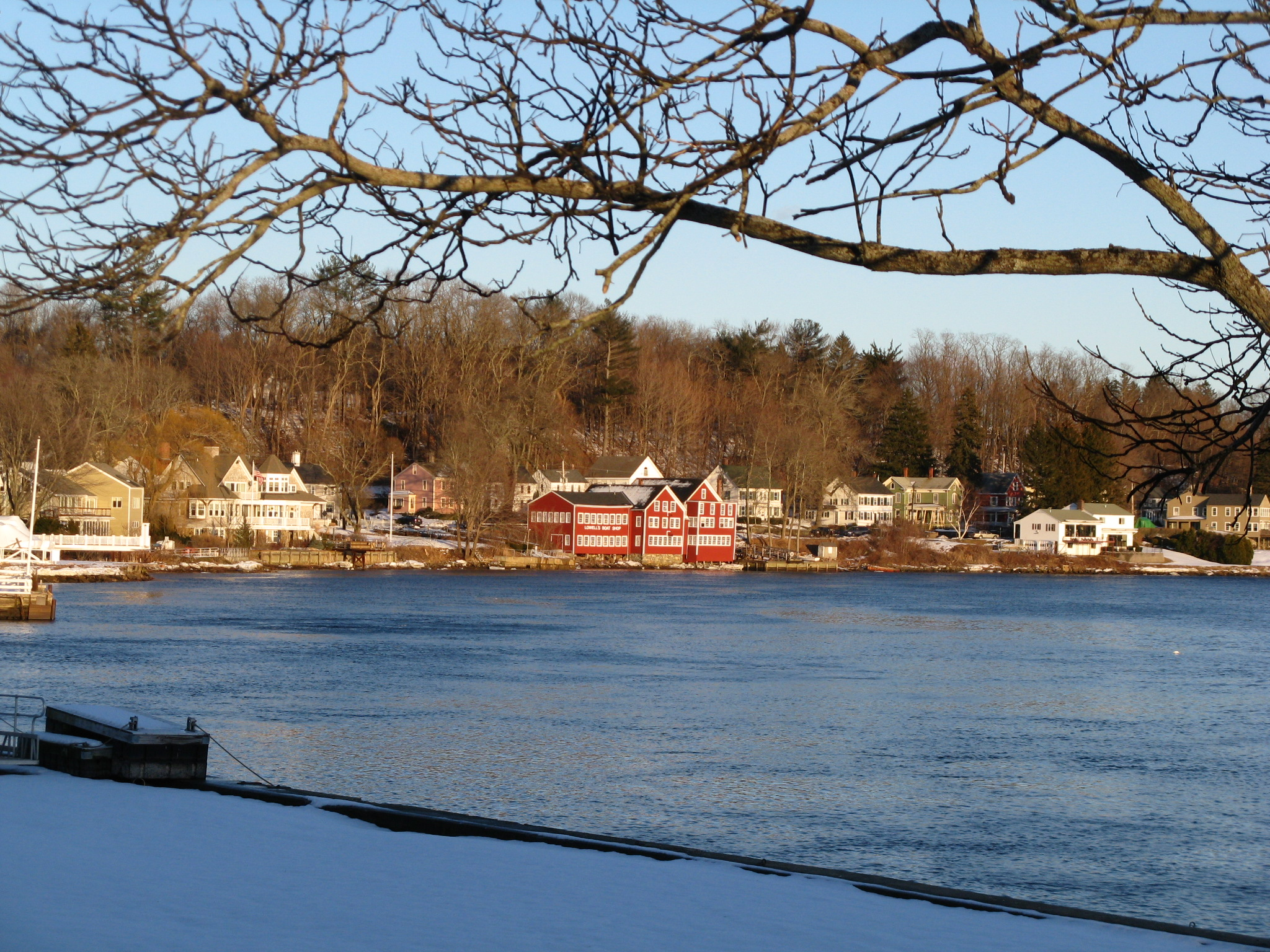
ローウェルのボートショップ

- アライアンス公園、1777年にフリゲート艦のUSSアライアンスを建造した場所
- エイムズベリー馬車博物館、メインストリート270
- エイムズベリー・フレンド集会所、1850年建設、フレンド通り120
- エイムズベリー帽子博物館、昔のメリマック帽子工場で制作された帽子を展示
- エイムズベリー公共図書館[26]、メインストリート149
- チェイン橋
- バートレット博物館 Inc.、1870年建設、メインストリート270
- ジョン・グリーンリーフ・ウィッティア邸、フレンド通り86
- ローウェルのボートショップ、1793年建設
- メイシー・コルビー邸、1654年頃建設、メインストリート257
- メアリー・ベイカー・エディ歴史的邸宅、メインストリート277
- 旧パウダーハウス、1810年建設
- ロッキー・ヒル集会所、1785年建設、ポーツマス道路4
- ソールズベリー・ポイント鉄道歴史協会[27]ウォーター通り9
- ドングリ山公園

## 著名な出身者
- スザンナ・マーティン、セイラム魔女裁判（1692年）の犠牲者の一人[28]
- ジョサイア・バートレット（1729年–1795年）、政治家、アメリカ独立宣言署名者、初代ニューハンプシャー州知事[29]
- ロバート・フロスト（1874年–1963年）、詩人[30]
- ジェフリー・ドノヴァン（1968年- ）、俳優、テレビドラマ『バーン・ノーティス 元スパイの逆襲』に主演[31]

### 本と記事
- Arrington, Benjamin F., ed (1922). Municipal History of Essex County in Massachusetts. Volume I (Tercentenary ed.). New York: Lewis Historical Publishing Company
- Merrill, Joseph (1880). History of Amesbury Including the First Seventeen Years of Salisbury to the Separation in 1654 and Merrimac from its Incorporation in 1876. Haverhill: Press of Franklin P. Stiles
- Amesbury Vital Records to 1849. Published 1913. Transcribed and put online by John Slaughter and Jodi Salerno.
- この記事にはパブリックドメインである次の出版物本文が含まれる: Gilman, D. C.; Peck, H. T.; Colby, F. M., eds. (1905). “Amesbury” . New International Encyclopedia (英語) (1st ed.). New York: Dodd, Mead.
- Merrill, Joseph, History of Amesbury, from the History of Essex County Volume 2 Chapter 125, pages 1495-1535, compiled by D. Hamilton Hurd, published by J.W. Lewis 1888.

### 地図
- Sargeant, Christopher. 1794 Map of Amesbury.
- Clough, Aaron. 1795 Map of Salisbury.
- Nichols, W., J S Morse. 1830 Map of Amesbury.
- Anderson, Philander. 1830 Map of Salisbury.
- Beers, D.G. 1872 Atlas of Essex County, Massachusetts Amesbury. Plate 9. Amesbury and Salisbury Mills. Now Amesbury Center. Plate 12. Salisbury. Plate 15. West Amesbury now Merrimac. And East Salisbury. Plate 17. Salisbury Point. Plate 19. (Now The Point in Amesbury).
- Bigelow, E.H. Amesbury and Salisbury Mills. Bird's-eye view at the Boston Public Library website.
- Norris, George E. Amesbury. Panoramic View. Published 1890. Burleigh Lith. Est. At the Library of Congress website.
- Hughes & Bailey. Amesbury. Panoramic View. Published 1914.
- Walker, George H. 1884 Atlas of Essex County Massachusetts 1884 Map of Amesbury. Plate 169. Amesbury,Salisbury Point. Plate 74. Merrimac Center (was West Amesbury). Plate 151. Amesbury Village Mills. Plate 170-171. 1884 Map of Merrimac. Plate 172. 1884 Map of Salisbury. Plate 175. Salisbury Village Mills on the Powwow River. Plate. 176-177. East Salisbury. Plate 178. Danvers Catholic Church, Folger's Carriage Factory Amesbury. Plate 166.